# Episodi di The Kettering Incident
La prima stagione della serie televisiva The Kettering Incident è stata trasmessa in Australia su Showcase Channel di Foxtel dal 4 luglio al 15 agosto 2016. La serie è inedita in Italia.
| n° | Titolo originale | Titolo italiano | Prima TV Australia | Prima TV Italia |
| -- | ---------------- | --------------- | ------------------ | --------------- |
| 1  | Anna             |                 | 4 luglio 2016      |                 |
| 2  | The Lights       |                 | 4 luglio 2016      |                 |
| 3  | The Search       |                 | 11 luglio 2016     |                 |
| 4  | The Mill         |                 | 18 luglio 2016     |                 |
| 5  | The Forest       |                 | 25 luglio 2016     |                 |
| 6  | Roy              |                 | 1 agosto 2016      |                 |
| 7  | The Madness      |                 | 8 agosto 2016      |                 |
| 8  | The Homecoming   |                 | 15 agosto 2016     |                 |

## Anna
- Titolo originale: Anna
- Diretto da: Rowan Woods
- Scritto da: Victoria Madden

### Trama
La consulente dottoressa Anna Macy, che attualmente lavora a Londra, decide di tornare a casa nella sua città natale in Tasmania dopo aver iniziato a soffrire di inspiegati vuoti di memoria, che sospetta siano dovuti ad un trauma infantile quando la sua migliore amica, Gillian, scomparve una notte mentre andava in bicicletta nei boschi ai confini di Kettering. Al suo ritorno, è accolta con diffidenza da molti cittadini che credono abbia ucciso Gillian e seppellito il suo corpo.